# ARIA Charts
Les ARIA Charts són les principals llistes de vendes de música d'Austràlia, emeses setmanalment per l'Australian Recording Industry Association (ARIA). Les llistes són un registre dels àlbums i singles més venuts en tots els gèneres a Austràlia. L'ARIA va començar a compilar les seves llistes a casa des de la seva primera publicació, a la 26a setmana de 1988, i en endavant. Prèviament, a mitjan any 1983, es va autoritzar la llista anomenada Informe Kent que va continuar sent utilitzada com a font per l'Informe de Música Australiana a partir d'aquesta data fins que se'n va suspendre la producció el 1999.
Les llistes de l'ARIA són publicades al lloc web oficial de l'ARIA cada diumenge, les que és menciones a continuació:
- El Top 100 setmanal dels singles més venuts.
- El Top 100 setmanal dels àlbums més venuts.
- El Top 40 setmanal dels DVD més venuts.
- El Top 40 setmanal de les descàrregues digitals.
- El Top 40 setmanal dels llançaments urbans.
- El Top 20 setmanal dels llançaments dance.
- El Top 20 setmanal dels llançaments country.
- El Top 50 setmanal dels més punxats a les discoteques pels DJs.
- El Top 100 anual de les llistes esmentades anteriorment.

La primera cançó a arribar al número 1 de la llista de singles a Austràlia va ser Video Killed the Radio Star del grup The Buggles el 1979.